# Elena Satine
Elena Marié Satine (ur. 24 listopada 1987 w Tbilisi) – amerykańska aktorka i piosenkarka rosyjsko-gruzińskiego pochodzenia, która wystąpiła m.in. w serialach Zemsta i The Gifted: Naznaczeni.

## Filmografia

### Filmy
| Rok  | Tytuł                              | Rola        | Uwagi       |
| ---- | ---------------------------------- | ----------- | ----------- |
| 2009 | Nie patrz w górę                   | Anca        |             |
| 2009 | The Harsh Life of Veronica Lambert | Penelope    |             |
| 2009 | Adventures in Online Dating        | Christine   | krótkometr. |
| 2015 | A Beautiful Now                    | Jaki        |             |
| 2015 | Zipper                             | Ellie Green |             |
| 2016 | Outlaw                             | Elena       |             |
| 2021 | Czas zemsty                        | Kat         |             |

### Telewizja
| Rok       | Tytuł                  | Rola                | Uwagi               |
| --------- | ---------------------- | ------------------- | ------------------- |
| 2008      | Gemini Division        | Nadia               | 1 odc.              |
| 2008      | Dowody zbrodni         | Nadia Koslov (1989) | 1 odc.              |
| 2009      | Melrose Place          | Abby Douglas        | 1 odc.              |
| 2010      | Poirot                 | hrabina Andrenyi    | 1 odc.              |
| 2010      | Tajemnice Smallville   | Mera                | 1 odc.              |
| 2011      | Agenci NCIS            | Adriana Gorgova     | 1 odc.              |
| 2012–2013 | Miasto cudów           | Judi Silver         | gł. obsada; 14 odc. |
| 2014      | Agenci T.A.R.C.Z.Y.    | Lorelei             | 2 odc.              |
| 2014      | Matador                | Margot              | 3 odc.              |
| 2014–2015 | Zemsta                 | Louise Ellis        | gł. obsada; 22 odc. |
| 2016      | Poza czasem            | Judith Campbell     | 1 odc.              |
| 2017      | Twin Peaks             | Rhonda              | 2 odc.              |
| 2017      | 24: Dziedzictwo        | Juliana Mehmeti     | 1 odc.              |
| 2017      | The Gifted: Naznaczeni | Dreamer             | 9 odc.              |
| 2018      | Strange Angel          | Maggie Donovan      | 4 odc.              |
| 2021      | Cowboy Bebop           | Julia               | gł. obsada          |